# Naegleria
Naegleria és un gènere de protists excavats de vida lliure patògens, és a dir que són paràsits oportunistes o facultatius, més aviat que paràsits obligats. Són ubics en aigua i sòl, per la qual cosa sobreviuen tant dins com fora d'un hoste. Els paràsits es poden adquirir per contacte de les fosses nasals amb aigua contaminada o per inhalació. És possible detectar-los en frotis de gola, nas i femta de persones sanes, així com en aigües termals i begudes d'aigua mineral. Presenten tant una forma trofozoït (actiu) com una forma de resistència, el quist (vegetatiu). L'espècie típica és N. fowleri.

## Patologia
El paràsit pot arribar al cervell en entrar en contacte amb les fosses nasals i travessar la làmina cribosa de l'os etmoide causant greus quadres de meningoencefalitis per necrosis i inflamació. Són malalties de curs ràpid i brusc que produeixen en 3 - 5 dies un quadre d'irritació meningea, caracteritzada per cefalea, vòmits, febre, congestió nasal i mal de coll. Finalment pot haver-hi convulsions, apnea i mort per aturada cardíaca. El quadre clínic és ràpid i fulminant, de manera que la majoria dels casos són diagnosticats postmortem.